# 西部軍團 (1862年)
西部軍團是美國內戰時期南方的一支軍團，由Earl Van Dorn於1862年1月29日在密西西比州組成，不久人數達20,000人以上。

## 戰場生涯
但同年二月南軍在密西西比河流域最北端的要塞被聯邦軍隊攻陷; 次年維克斯堡向格蘭特投降，再加上最南部的新奧爾良很早以前就不戰而降，使邦聯軍完全失去對密西西比河的控制權。所以西部軍團此後只能在內陸徘徊掙扎，希望可以重奪密西西比河。